# Ма Чжиюань
Ма Чжиюань (*马致远, 1250 —1321) — китайський драматург, поет, державний службовець часів розквіту династії Юань.

## Життєпис
Народився у столиці імперії Даду (сучасний Пекін). Здобув класичну освіту. Був чиновником. Під час перебування у столиці входив до Об'єднання драматургів («Юаньчжен»). У 1280-1290-х роках займав високі посади на землях сучасних провінцій Цзянсу та Чжецзян. наприкінці життя пішов у відставку, згодом перебрався до Даду. Помер у 1321 році, похований у родовій могилі.

## Творчість

### Юанська драма
З 15 п'єс Ма Чжиюаня, відомихх за назвами і написаних віршами, збереглося 7. Автор яскраво і послідовно відбив настрої пасивного протесту проти монгольського ярма, скорботу про славне минуле, прагнення до відходу від світу, властиве частині китайської інтелігенції.
Велика частина п'єс пронизана даоським неприйняттям дійсності і заснована на легендах про даоських святих: «Скажений Жень», «Юеянська вежа», «Поки варилася каша» розповідають про те, як святі, наражаючи людей на жорстокі випробування, звертають їх на шлях віри.
Інша п'єса «Чень Туань відмовляється від кар'єри» прославляє відмову від мирської слави і підтримує пасивність, драма «Благовісна стела» оповідає про поневіряння талановитого вченого і висловлює невдоволення переслідуваннями інтелігенції, хоча фінал традиційно благополучний. П'єса «Синя сорочка» оспівує любов засланця поета Бо Цзюйі до співачки Сіну-ну.
Вершина творчості Ма Чжиюаня — лірична трагедія «Осінь у Ханьскому палаці» на поетично оброблений сюжет з давньої історії Китаю. Пронизана глибокої людяністю, п'єса оповідає про запізнілу любов імператора до наложниці Ван Чжаоцзюнь, їх розлуку і самогубство красуні в чужому краю. Вона пронизана патриотичним гнівом проти царедворців, винних у слабкості країни, таврує підлість і зраду, славить чистоту і вірність.
Віршована мова арій у п'єсах Ма відрізняється витонченістю і піднесеністю, розмовний елемент у них невеликий.

### Поезія
Ма Чжиюань був великим майстером пісенного жанру саньцюй (різновид цюй). З усього доробку зберіглося 120 віршів. В них відображені щирі почуття, теплі стосунки між людьми.